# Volejbol'nyj klub Lokomotiv Novosibirsk 2011-2012
Questa voce raccoglie le informazioni riguardanti la Volejbol'nyj klub Lokomotiv Novosibirsk nelle competizioni ufficiali della stagione 2011-2012.

## Organigramma societario
Area direttiva
- Presidente: Vadim Gončarov

Area tecnica
- Allenatore: Andrej Voronkov
- Allenatore in seconda: Nicola Giolito

## Rosa
| N° | Nome               | Ruolo | Data di nascita  | Nazionalità sportiva |
| -- | ------------------ | ----- | ---------------- | -------------------- |
| 1  | Andrej Zubkov      | P     | 14 luglio 1981   | Russia               |
| 2  | Lukáš Diviš        | S     | 20 febbraio 1986 | Slovacchia           |
| 3  | Sergej Baranov     | O     | 10 agosto 1980   | Russia               |
| 4  | Artëm Vol'vič      | C     | 22 gennaio 1990  | Russia               |
| 5  | Andrej Aščev       | C     | 10 maggio 1983   | Russia               |
| 6  | Ryan Millar        | C     | 22 gennaio 1978  | Stati Uniti          |
| 7  | Filipp Voronkov    | O     | 25 marzo 1983    | Russia               |
| 8  | Denis Birjukov     | S     | 8 dicembre 1988  | Russia               |
| 9  | Michael Sánchez    | O     | 5 giugno 1986    | Cuba                 |
| 10 | Aleksandr Krivec   | C     | 6 luglio 1983    | Russia               |
| 11 | Il'ja Žilin        | S     | 10 maggio 1985   | Russia               |
| 12 | Aleksandr But'ko   | P     | 18 marzo 1986    | Russia               |
| 13 | Valentin Golubev   | L     | 3 maggio 1992    | Russia               |
| 14 | Ivan Nikišin       | S     | 9 gennaio 1991   | Russia               |
| 15 | Anton Dubrovin     | S     | 27 giugno 1984   | Russia               |
| 17 | Konstantin Osipov  | P     | 7 marzo 1992     | Russia               |
| 18 | Konstantin Sidenko | L     | 2 gennaio 1974   | Russia               |
| 20 | Pavel Tajorskij    | S     | 22 luglio 1991   | Russia               |

## Statistiche

### Statistiche di squadra
| Competizione     | Punti | In casa | In casa | In casa | In trasferta | In trasferta | In trasferta | Totale | Totale | Totale |
| Competizione     | Punti | G       | V       | P       | G            | V            | P            | G      | V      | P      |
| ---------------- | ----- | ------- | ------- | ------- | ------------ | ------------ | ------------ | ------ | ------ | ------ |
| Superliga        | 27    | 10      | 6       | 4       | 12           | 5            | 7            | 22     | 11     | 11     |
| Coppa di Russia  | 25/12 | -       | -       | -       | -            | -            | -            | 17     | 16     | 1      |
| Supercoppa russa | -     | -       | -       | -       | -            | -            | -            | 1      | 0      | 1      |
| Champions League | 14    | 5       | 5       | 0       | 5            | 3            | 2            | 10     | 8      | 2      |
| Totale           | -     | 15      | 11      | 4       | 17           | 8            | 9            | 50     | 35     | 15     |

G = partite giocate; V = partite vinte; P = partite perse

### Statistiche dei giocatori
| Giocatore    | Superliga | Superliga | Superliga | Superliga | Superliga | Champions League | Champions League | Champions League | Champions League | Champions League |
| Giocatore    | P         | PT        | AV        | MV        | BV        | P                | PT               | AV               | MV               | BV               |
| ------------ | --------- | --------- | --------- | --------- | --------- | ---------------- | ---------------- | ---------------- | ---------------- | ---------------- |
| A. Aščev     | 22        | 188       | 106       | 74        | 8         | 10               | 76               | 48               | 25               | 3                |
| S. Baranov   | 0         | 0         | 0         | 0         | 0         | -                | -                | -                | -                | -                |
| D. Birjukov  | 22        | 257       | 206       | 36        | 15        | 10               | 147              | 118              | 18               | 11               |
| A. But'ko    | 22        | 65        | 17        | 37        | 11        | 10               | 32               | 9                | 19               | 5                |
| L. Diviš     | 19        | 198       | 179       | 11        | 8         | 10               | 105              | 87               | 12               | 6                |
| A. Dubrovin  | 13        | 39        | 32        | 4         | 3         | 3                | 5                | 2                | 3                | 0                |
| V. Golubev   | 21        | 1         | 1         | 0         | 0         | 10               | 0                | 0                | 0                | 0                |
| A. Krivec    | 8         | 43        | 27        | 13        | 3         | 2                | 6                | 4                | 1                | 1                |
| R. Millar    | -         | -         | -         | -         | -         | 9                | 84               | 47               | 36               | 1                |
| I. Nikišin   | 0         | 0         | 0         | 0         | 0         | -                | -                | -                | -                | -                |
| K. Osipov    | 0         | 0         | 0         | 0         | 0         | -                | -                | -                | -                | -                |
| M. Sánchez   | 17        | 329       | 287       | 22        | 20        | 8                | 148              | 130              | 5                | 13               |
| K. Sidenko   | 12        | 0         | 0         | 0         | 0         | 1                | 0                | 0                | 0                | 0                |
| P. Tajorskij | 0         | 0         | 0         | 0         | 0         | -                | -                | -                | -                | -                |
| A. Vol'vič   | 19        | 150       | 102       | 44        | 4         | 1                | 8                | 5                | 3                | 0                |
| F. Voronkov  | 22        | 114       | 87        | 7         | 20        | 9                | 26               | 23               | 0                | 3                |
| I. Žilin     | 20        | 61        | 46        | 7         | 8         | 8                | 7                | 4                | 0                | 3                |
| A. Zubkov    | 13        | 3         | 1         | 2         | 0         | 2                | 0                | 0                | 0                | 0                |

P = presenze; PT = punti totali; AV = attacchi vincenti; MV = muri vincenti; BV = battute vincenti

NB: Non sono disponibili i dati relativi alla Coppa di Russia e alla Supercoppa russa e, di conseguenza, quelli totali